# Loma Suárez
Loma Suárez es una localidad de Bolivia, perteneciente al municipio de Trinidad en la provincia de Cercado en el Departamento del Beni. Se encuentra a 12 km de la ciudad de Trinidad, la capital departamental, a orillas del río Ibare, que es un afluente del río Mamoré. A la localidad se llega por una carretera asfaltada que sale de Trinidad hacia el noroeste, pasando por el Aeropuerto Teniente Jorge Henrich Arauz.
Cuenta con una población de 886 habitantes (según el Censo INE 2012), y está a una altitud de 159 m s. n. m. Forma parte del Distrito Municipal 9 del área rural de Trinidad.
La Loma Suárez forma parte de un complejo de lomas artificiales que se encuentran a lo largo del río Ibare, cuya construcción cuenta de una loma grande, una loma mediana y una pequeña. La loma grande abarca la actual Escuela de Sargentos de la Armada Boliviana, las cuatro calles principales aledañas a la Plaza Rómulo Suárez, la unidad educativa de la comunidad, la iglesia y algunas casas de personas civiles que viven en el lugar. Encima de esta loma se encuentra la loma mediana de dimensiones aproximadas 80 por 80 metros y que constituye la base para la loma pequeña, esta última siendo un promontorio donde se encuentra el mausoleo de Rómulo Suárez. El pueblo ha sido declarado Patrimonio Cultural Departamental del departamento del Beni.

## Historia
Los montículos o lomas de tierra prehispánicos son típicos de la región de los Llanos de Moxos en la Amazonia boliviana, construidos por la Cultura hidráulica de las Lomas. La hipótesis más conocida sobre el motivo de la construcción de estas lomas es que debido a que en general toda la región Mojeña es plana y baja, sus habitantes construían estas lomas para protección contra las inundaciones.
En las proximidades de la ciudad de Trinidad y a lo largo del río Ibare se encuentran una serie de lomas que fueron construidas por los indígenas mojeños como ser Chuchini, Loma Suárez, Loma Calatayud, Loma Palma Sola y otras, constituyendo un complejo de construcciones que los mojeños utilizaban para diferentes actividades que desarrollaban.
En la década de los años 1870, los hermanos Suárez adquirieron de un cacique indígena llamado Pedro Moye y por un precio de 8 bolivianos estas tierras próximas a Trinidad donde se ubicaba la conocida Loma Monovi (actual Loma Suárez), donde la rebautizanron a Loma Ayacucho. Ellos constituyeron en la región la firma “Suárez Hermanos”, compuesta por el explorador y empresario Nicolás Suárez Callaú que se encontraba con base en Cachuela Esperanza, al norte del departamento del Beni, Rómulo Suárez Callaú con base en la Loma Ayacucho, y otro de sus hermanos con base en el río Beni, estos dos últimos hermanos siendo los encargados de enviar por río todas las provisiones para Cachuela Esperanza.
Desde este lugar Rómulo Suárez enviaba a Nicolás Suárez productos como charque, manteca, jabón, azúcar y otros víveres esenciales para el trabajo que se desarrollaba en Cachuela Esperanza, todos estos insumos elaborados en la misma Loma Ayacucho así como en la estancia aledaña denominada San Borja. Este lugar se convirtió en el centro ganadero y administrativo del imperio de la firma Suárez Hnos.
En el año 1878, la empresa, construyó en la loma una imponente casona al estilo neoclásico. Para desarrollar sus actividades ganaderas y administrativas de la firma, Rómulo Suárez utilizó indígenas de la zona quienes vivían en las proximidades de la casona más importante, y fue de esta manera que con el transcurrir del tiempo se formó el pueblo de Loma Suárez.
Rómulo Suárez murió en 1908 con la ya desaparecida la firma “Suárez Hnos.”, y en el año 1960 los predios de la Loma Suárez fueron transferidos al Estado Boliviano. En 1964 fue cedido a la Fuerza Fluvial y Lacustre, creada por decreto supremo el 4 de enero de 1963, con la finalidad de trasladar a este lugar la “Escuela Litoral”, que hasta ese entonces funcionaba en el Astillero de Riberalta. Cuando se trasladó le colocaron el nombre de “Escuela de Marinería”, luego cambiado al nombre actual de Escuela de Sargentos de la Armada Boliviana “Reynaldo Zeballos”, funcionando en la vieja casona que fue construida por los Suárez el año 1878.
El 2006, la Prefectura del Beni y el Gobierno Municipal de Trinidad entregaron la carretera Trinidad – Loma Suárez, completamente asfaltada y señalizada, con el objetivo de unir la capital departamental con uno de sus centros históricos de mayor atractivo turístico como es Loma Suárez y Puerto Ballivián.
En 2011 fue creada mediante la Ordenanza Municipal No 06/2011 el Área protegida municipal Ibare-Mamoré, dentro de la cual se encuentra Loma Suárez, considerando dicha área como espacio prioritario para el desarrollo sostenible a nivel municipal.

## Economía
La actividad económica del pueblo está basada especialmente en dos rubros, el primero de ellos siendo la actividad turística debido a sus entornos placenteros y su oferta gastronómica, donde se ofrecen a platos exóticos, especialmente en base a pescado, con vistas al río Ibare. También a 3 km al norte del pueblo se encuentra otra loma llamada Chuchini, cuya área de influencia ha sido declarada como “Santuario de Vida Silvestre” y cuenta con un museo histórico etnológico que puede ser visitado. Dentro de la propia Escuela de Sargentos de Loma Suárez existe otro pequeño museo donde se pueden observar piezas de gran valor como ser cántaros donde enterraban a las personas y monedas con la imagen de don Nicolás Suárez propias de la Casa “Suárez Hnos.”. La segunda actividad importante realizada por los habitantes es la extracción de madera así como agregados para construcción como arena y chuchío, los que son transportados y luego vendidos en la ciudad de Trinidad.